# Orde van de Illustere Draak

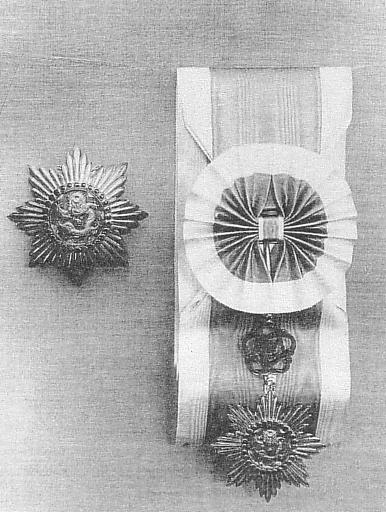
Grootlint en ster

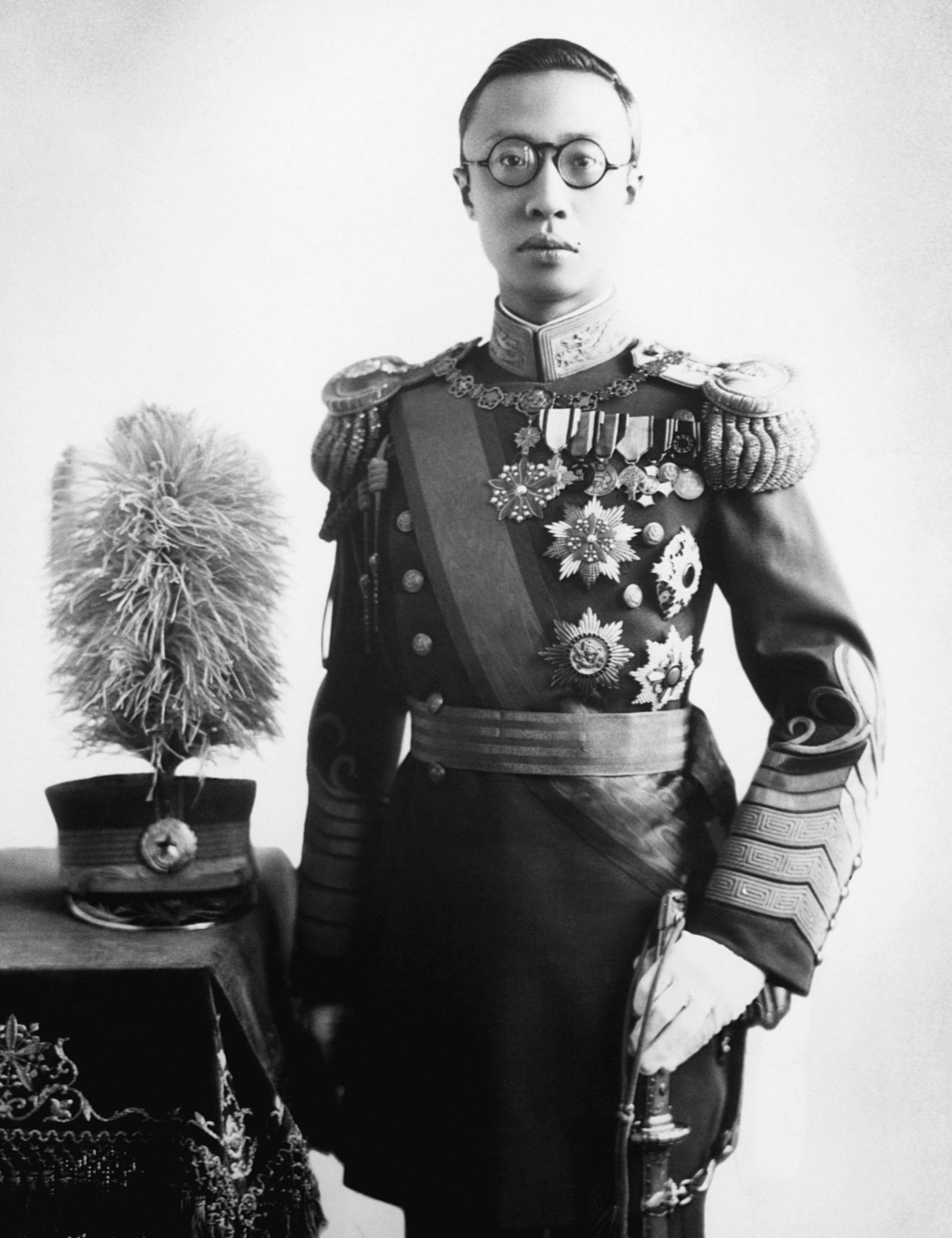
Keizer Pu Yi met de ster van de Orde van de Illustere Draak

De Orde van de Illustere Draak van Mantsjoerije was een ridderorde van dit keizerrijk dat onder Japanse overheersing in het noorden van China was gevestigd.
De orde werd ingesteld door de marionet-keizer Pu Yi. Het versiersel kreeg de vorm van een achtpuntige ster.